# Radio Dubrava (album)
Radio Dubrava jedanaesti je studijski album grupe Prljavo kazalište. Album sadrži mega-hit "Previše suza u mome pivu". Album je popraćen uspješnom turnejom. Ukupno trajanje: 57:28.

## Popis pjesama
1. Radio Dubrava (4:44)
2. Anarhist (3:21)
3. Previše suza u mom pivu (4:33)
4. Drugovima više ja ne vjerujem (4:12)
5. Na živce ide mi (3:47)
6. A ti idi (5:24)
7. Skočit ću (4:12)
8. Smeđi šećeru (4:40)
9. Ona nema vremena (6:13)
10. Nisam bio za tebe (5:07)
11. Ako odlučiš (5:30)
12. Vrijeme (sporo prolazi) (4:45)

- Objavljeno je posebno izdanje albuma s dodatnim multimedijskim CD-om.